# Csővár
Csővár là một thị trấn thuộc hạt Pest, Hungary. Thị trấn này có diện tích 17,17 km², dân số năm 2010 là 673 người, mật độ 39 người/km².